# I. e. 406
Évszázadok: i. e. 6. század – i. e. 5. század – i. e. 4. század
Évtizedek: i. e. 450-es évek – i. e. 440-es évek – i. e. 430-as évek – i. e. 420-as évek – i. e. 410-es évek – i. e. 400-as évek – i. e. 390-es évek – i. e. 380-as évek – i. e. 370-es évek – i. e. 360-as évek – i. e. 350-es évek
Évek: i. e. 411 – i. e. 410 – i. e. 409 – i. e. 408 –  i. e. 407 – i. e. 406 – i. e. 405 – i. e. 404 – i. e. 403 – i. e. 402 – i. e. 401

## Események

### Görögország
- A peloponnészoszi háborúban a spártai flotta élén Lüszandroszt Kallikratidasz váltja, aki ostrom alá veszi a leszboszi Methümnát, veszélyeztetve ezzel Athén gabonaellátását. Az athéni flotta Konon vezetésével Leszboszra hajózik, de a fölényben levő spártaiak beszorítják őket Mütiléné kikötőjébe.
- Athén hirtelenjében összeszedett flottájával, rabszolgákból és idegenekből álló legénységgel az arginuszai csatában legyőzi a tapasztaltabb spártaiakat Leszbosznál, a csatában Kallikratidasz is elesik. Az Athénba visszatérő flottaparancsnokokat (köztük Periklész fiát) megvádolják azzal, hogy az ütközet során nem vették fel az elsüllyedt hajók túlélőit és kivégzik őket.
- Spárta békét kér, de az athéni Kleophón elutasítja őket.

### Itália
- Rómában consuli jogkörű katonai tribunusok: Publius Cornelius Rutilus Cossus, Numerius Fabius Ambustus, Caeus Cornelius Cossus és Lucius Valerius Potitus. Róma hadat üzen Veiinek és megkezdi tíz évig tartó ostromát.
- Szicíliát ismét megtámadják a karthágóiak. Agrigentum ostroma közben táborukban járvány tör ki, vezérük, Hannibal Mago meghal. Himilco veszi át a parancsnokságot, kifosztja Agrigentót és Camarinát, Gelát pedig elpusztítja. Lakói Szürakuszaiban keresnek menedéket. A hazatérő agresszorok behurcolják Karthágóba a járványt.

## Kultúra
- Euripidész nem sokkal halála előtt megírja a Bacchánsnők c. tragédiáját.

## Halálozások
- Euripidész, athéni drámaíró (sz. kb. i.e. 480)
- Szophoklész, athéni drámaíró (sz. kb. i.e 495)
- Kallikratidasz, spártai hadvezér
- Hannibal Mago, karthágói hadvezér

## Fordítás
- Ez a szócikk részben vagy egészben  a(z)   406 BC című angol Wikipédia-szócikk ezen változatának fordításán alapul.  Az eredeti cikk szerkesztőit annak laptörténete sorolja fel. Ez a jelzés csupán a megfogalmazás eredetét és a szerzői jogokat jelzi, nem szolgál a cikkben szereplő információk forrásmegjelöléseként.